# باري كايل
باري كايل (بالإنجليزية: Barry Kyle)‏ هو مخرج بريطاني، ولد في 25 مارس 1947 في Bow, London ‏ في المملكة المتحدة.